# Бейли, Эндрю (банкир)
Эндрю Джон Бейли (англ. Andrew John Bailey; род. 30 марта 1959, Лестер, Англия) — британский банкир, занимающий пост управляющего Банком Англии с 16 марта 2020 года.

## Образование
Бейли учился в мужской гимназии Уиггестон в Лестере, после чего поступил в Куинз-колледж Кембриджского университета, где получил степень бакалавра истории (повышена до магистра в 1985 году) и докторскую степень по экономической истории на историческом факультете Кембриджского университета в 1984 году с диссертацией на тему «Влияние Наполеоновских войн на развитие хлопковой промышленности в Ланкашире: исследование структуры и поведения фирм во время Промышленной революции».

## Карьера
В 1985—2016 работал в Банке Англии. Занимал должность главного кассира при Мервине Кинге с января 2004 года по апрель 2011 года, заместителя управляющего Банка Англии по пруденциальному регулированию при Марке Карни с апреля 2013 года по июль 2016 года.
В 2016—2020 генеральный директор Управления по финансовому регулированию и надзору.

## Личная жизнь
Бейли женат на Шерил Шонхардт-Бейли, профессоре политологии и заведующей кафедрой государственного управления Лондонской школы экономики и политических наук (LSE).